# FBXO9
FBXO9 (англ. F-box protein 9) – білок, який кодується однойменним геном, розташованим у людей на короткому плечі 6-ї хромосоми. Довжина поліпептидного ланцюга білка становить 447 амінокислот, а молекулярна маса — 52 329.
| 10         |  | 20         |  | 30         |  | 40         |  | 50         |
| ---------- |  | ---------- |  | ---------- |  | ---------- |  | ---------- |
| MPDIIWVFPP |  | QAEAEEDCHS |  | DTVRADDDEE |  | NESPAETDLQ |  | AQLQMFRAQW |
| MFELAPGVSS |  | SNLENRPCRA |  | ARGSLQKTSA |  | DTKGKQEQAK |  | EEKARELFLK |
| AVEEEQNGAL |  | YEAIKFYRRA |  | MQLVPDIEFK |  | ITYTRSPDGD |  | GVGNSYIEDN |
| DDDSKMADLL |  | SYFQQQLTFQ |  | ESVLKLCQPE |  | LESSQIHISV |  | LPMEVLMYIF |
| RWVVSSDLDL |  | RSLEQLSLVC |  | RGFYICARDP |  | EIWRLACLKV |  | WGRSCIKLVP |
| YTSWREMFLE |  | RPRVRFDGVY |  | ISKTTYIRQG |  | EQSLDGFYRA |  | WHQVEYYRYI |
| RFFPDGHVMM |  | LTTPEEPQSI |  | VPRLRTRNTR |  | TDAILLGHYR |  | LSQDTDNQTK |
| VFAVITKKKE |  | EKPLDYKYRY |  | FRRVPVQEAD |  | QSFHVGLQLC |  | SSGHQRFNKL |
| IWIHHSCHIT |  | YKSTGETAVS |  | AFEIDKMYTP |  | LFFARVRSYT |  | AFSERPL    |

A: Аланін

C: Цистеїн

D: Аспарагінова кислота

E: Глутамінова кислота

F: Фенілаланін

G: Гліцин

H: Гістидин

I: Ізолейцин

K: Лізин

L: Лейцин

M: Метіонін

N: Аспарагін

P: Пролін

Q: Глутамін

R: Аргінін

S: Серин

T: Треонін

V: Валін

W: Триптофан

Кодований геном білок за функцією належить до фосфопротеїнів. 
Задіяний у таких біологічних процесах, як убіквітинування білків, альтернативний сплайсинг. 
Локалізований у цитоплазмі.